# Мирза Мальком-хан
Мирза Мелкум Хан (перс. میرزا ملکم‌خان‎; титул — Низам од-Доуле (перс. ناظم‌الدوله‎); 1833, Новая Джульфа — 1908, Рим), имя при рождении Овсеп Мелкумян (арм. Հովսեփ Մելքումյան) — иранский просветитель-реформатор, основоположник иранской драматургии, публицист и дипломат. Сторонник иранского масонства (перс. فراموشخانه‎), активный участник Иранской конституционной революции. Будучи сторонником социального дарвинизма желал развития Ирану по принципу смоделированному на ценностях просвещения, а также настаивал на возвращении страны к «персидскому» доисламскому наследию.

## Биография
Мирза Мелкум Хан родился в 1834 году в Новой Джульфе (район Исфахана, куда были переселены Шахом Аббасом армяне Джуги), в армянской семье. В десятилетнем возрасте был отправлен в Париж, где с 1843 по 1851 год обучался в армянской школе Самуэля Мурадяна, а затем Политехнической школе. Именно здесь — в Европе — мировоззренческой основой для всей деятельности Мальком-хана послужило восприятие им западноевропейской культуры, которая, в частности, проявилась и в его масонстве.
По окончании Политехнического колледжа он вернулся в Персию, где был принят на государственную службу и был назначен драгоманом (дипломатом-переводчиком) в иранское посольство в Стамбуле.
С 1852 года Мелкум Хан пять лет преподавал в политехническом университете (Дар-уль-Фунун) в Тегеране. В 1857 году он был отправлен в Париж на дипломатическую службу. В 1856-57 в составе иранской делегации в Париже участвовал в заключении мирного договора с Великобританией, положившего конец англо-персидской войне. По возвращении в 1858 году в Иран, составил проект реформ по европейскому образцу, идею о которых пропагандировал в созданном им обществе «Дом забвения». В 1862 году общество по указанию Насреддин-шаха было разгромлено, а Мальком-хан арестован и выслан из страны. Чуть позже он вернулся в страну и получил пост советника при иранском после Мирзе Гусейн-хане Сипахсаларе в Стамбуле, там же в 1861 году Мирза Мальком-хан издал три сатирические пьесы на социально-политическую тему: «Приключение Ашраф-хана, губернатора Арабистана», «Методы управления Заман-хана из Боруджерда» и «Шахкули-мирза отправляется в паломничество в Кербелу». Таким образом, издав эти пьесы, Мальком-хан стал основоположником иранской драматургии, хотя его работы предназначались больше для чтения и в театрах никогда не ставились.

Осознавая несоответствие арабского алфавита звуковой системе иранских языков (включая персидский), Мальком-хан с 1863 года начинает увлеченно работать над проектом реформы персидско-арабской письменности. В частности, он добивался хотя бы минимального упрощения персидского письма: введения особых букв для обозначения всех гласных персидского языка и раздельного начертания каждой буквы. Считая реформу алфавита — двигателем прогресса, Мальком-хан говорил :
Я бился над этим вопросом более 20 лет, живя в мусульманских странах; я 20 лет искал, что исламские народы смогут двигаться вперед по пути прогресса лишь после того, как они решатся приспособить свой алфавит к современной европейской технике
 Однако нововведения натолкнулись на яростное сопротивление реакционного мусульманского духовенства Проект реформатора так и не был реализован, однако сам Мальком-хан на основе предложенной им облегченной графики издал несколько книг.
Часто Мальком-хан высказывал мысль о насильственном свержении «гнёта» каджарской династии в Иране, при этом в своих произведениях он не развил её.
Наиболее значительными из первых работ Мальком-хана являются «Книга о человечности», «Источник прогресса», «Шейх и вазир», «Книжечка о скрытом». В них ставятся проблемы: человек и общество, роль науки и просвещения. Он изображает иранское крестьянство, в пьесе «Рассказ о поездке шах-Кули Мирзы в Кербелу» Мальком-хан пытается раскрыть тему народа, которая находит свою углубленную разработку у Зейн-оль-Абедина Мерагеи При этом его отношение к народу было двойственным: он подчеркивал своё уважение к народу, но в то же время считал что тот не созрел для участия в управлении государства и законодательной деятельности.
В 1871 году Мирза Гусейн-хан Сипахсалар, ставший главой иранского правительства, назначает Мальком-хана своим советником. В конце 70-х и в 80-х годах XIX века являлся дипломатическим представителем Ирана в различных европейских странах. В 1889 году Мальком-хан был отстранён от государственной службы, однако спустя несколько месяцев был назначен посланником в Рим.
С 1890 года проживал в Лондоне, где свыше 3-х лет издавал газету «Канун» («Закон»; вышло 42 номера), сыгравшую заметную роль в развитии общественной мысли в Иране. Газета нелегально доставлялась в Иран и, несмотря на преследования властями её читателей, получала распространение. В статьях, опубликованных на страницах газеты, а также в литературно-критических и политических трактатах Мальком-хан выступал за установление конституционного строя в Иране, требовал проведения реформ, направленных на преодоление экономической и культурной отсталости страны. Идеи Мальком-хана, так же как и простой и ясный язык его произведений, оказали большое влияние на развитие новой персидской публицистики и литературы.
В 1898 году снова назначен посланником в Рим, ему пожалован титул «Низам од-Доуле». Посланником в Италии Мальком-хан пребывал вплоть до своей смерти в 1908 году.

## Просветительская деятельность и философские идеи
Весьма возможным является, что его изучение французского языка имело последствием также и чтение произведений классиков эпохи Просвещения XVIII в лице Вольтера, Монтескьё, Руссо, Дидро и др. писателей. Общая их черта — рационализм, критически рассматривающий вопросы политического и социального характера, тогда как немецкие просветители этой же эпохи были более обеспокоены разрешением насущных вопросов религиозно-морального аспекта, что наделило его таким самобытным религиозным видением, которое он счел наиболее приемлемым и привлекательным для себя в данный момент истории человечества и в данном окружении. Также имеются сведения, что он был некоторым образом связан с масонством; многие иранцы в начале сего столетия имели весьма неясное представление о масонстве, полагая, что оно является заменой религии и выход за её рамки. Возможно, он сталкивался с масонством, находясь в Британской Индии, посещая Ложи.
Из трех опубликованных пьес Мальком-хана наиболее типичной и интересной является первая комедия, озаглавленная «Приключение Ашраф-хана, губернатора Арабистана» . В этой пьесе драматург обличает всю правительственную систему Ирана. Губернатора Арабистана вызывают в столицу для представления отчета о денежных сборах с населения. Чтобы предварительно расположить к себе всю придворную клику, Ашраф-хан велит рано утром следующего дня доставить «три тысячи золотых в трех мешках—подарок его величеству. Тысячу золотых и лошадей «Таус» и «Тарлан» с четырьмя слугами и шестью вьюками из привезенных подарков — премьер-министру. Пятьсот червонцев, рабыню и два вьюка — финансовому контролеру мирзе Таррар-хану».